# Sječa knezova
Sječa knezova je pogubljenje srpskih narodnih glavara 1804. godine od strane dahija. Ona je bila izravan povod za izbijanje Prvog srpskog ustanka.
Nakon povratka janjičara u Beogradski pašaluk, njihove vođe dahije su ubile Hadži Mustafa-pašu i preuzele vlast. Njih četvorica: Aganlija, Alija Kučuk, Jusuf Mula i Mehmed Fočić-aga su podijelila pašaluk na četiri dijela i uvela diktaturu. Dahije su ukinule povlastice koje je sultan Selim III. dao Srbima 1793. i 1794. godine, sami ubirali poreze i druge dažbine, sudili i presuđivali po svojoj volji.

## Pozadina
Stanje u pašaluku stvoreno janjičarskim terorom je utjecalo na ujedinjenje svih srpskih društvenih snaga (seljačke mase, starješinski i trgovački sloj). U Zemunu se okupio veliki broj Mustafa-pašinih prijatelja, Srba i Turaka, među kojima je najaktivniji bio Petar Ičko, a na turskoj strani najviše se isticao nekadašnji pašin blagajnik Hasan-beg, na čijoj je strani bio i priličan broj spahija, koji su bili ugroženi od dahija. Oni su već u ljeto 1802. godine pokušali da organiziraju neki veći pokret u pašaluku, ali su zbog prerane akcije oko Požarevca i ispod Avale, pretrpjeli poraz. Nakon tog poraza, pritisak koji su dahije vršile na spahije bio je sve veći. Pobunjenici su već tada uputili pismo Carigradu u kojem traže pomoć sultana Selima III.
Početkom 1803. godine sastalo se 12 knezova valjevske nahije, među kojima su se naročito isticali Aleksa Nenadović i Ilija Birčanin. Na ovom sastanku odlučeno ja da se za 8 mjeseci podigne ustanak. Neke starješine iz Šumadije su se također sastale i donijele sličnu odluku. Krajem iste godine Aleksa Nenadović je uputio jedno pismo austrijkom komadantu u Zemunu majoru Mitezeru, u kojem je konstatirano da su Srbi posvađali dahije i da će najvjerojatnije doći do oružanog sukoba između njih.

## Sječa knezova
Sasvim slučajno ovo pismo je palo u ruke dahijama, koji su tek tada uvidjeli kakva je situacija u Beogradskom pašaluku. Bojeći se i austrijske intervencije u mogućem ustanku, dahije su organizirale pogubljenja starješina, 4. veljače 1804. godine, u kojoj je pobijena većina istaknutijih Srba trgovaca, knezova, svećenika, naročito onih koji su se istaknuli u borbi protiv janjičara i u Kočinoj krajini.
Prvi kojeg su ubili bio je knez Stanoje iz Begaljice, zatim Marko Čarapić, Stefan iz Zeoka, Teofan iz Orašja nedaleko od Smedereva, Janko Gagić iz Boleča, Matija iz Kragujevca, iguman manastira Moravić Hadži-Đero, jer svećenički čin nije bio nikakva zaštita. Aleksu Nenadovića ubio je Fočić, ali je žrtva turskog terora, tj. dahije Aganlije bio i Hadži-Ruvim, na kojeg je Aleksa prebacio krivicu misleći da mu se ništa neće dogoditi jer je daleko. U valjevskoj nahiji ubijen je i Ilija Birčanin, Petar iz Resave, Rajić iz Zabrđa i mnogi drugi. U ovom teroru koji su provele beogradske dahije stradalo je oko 70 osoba.
Ujedno su i Jusuf Mula vršili pokolj u gročanskoj nahiji, Alija Kučuk u Pomoravlju, a Mehmed-aga Fočić u zapadnoj Srbiji.

## Posljedice
Ovaj čin nije smirio Srbe, već ih je samo još više razljutio. Na saboru u Orašcu 14. veljače 1804. donesena je odluka da se podigne buna na dahije. Za vođu bune je izabran Karađorđe.
Dahije je u noći između 5. i 6. kolovoza na otoku Ada Kale na Dunavu pogubio Milenko Stojković.